# Wojciech Grabiński
Wojciech Grabiński (Grabieński) herbu Pomian (zm. w 1786 roku) – członek Generalności konfederacji barskiej w 1771 roku, podkomorzy królewski, starosta stężycki, konsyliarz konfederacji barskiej województwa sandomierskiego.
W 1764 roku był elektorem Stanisława Augusta Poniatowskiego z województwa sandomierskiego. 